# Matej Bagarić
Matej Bagarić (Zagabria, 16 gennaio 1989) è un calciatore croato, difensore del Špansko Zagabria.

## Palmarès

### Club

#### Competizioni nazionali
- Supercoppa d'Albania: 1

Laçi: 2015